# Prix Iris de la meilleure direction de la photographie
Le prix Iris de la meilleure direction de la photographie est une récompense cinématographique québécoise décernée chaque année depuis 1999 lors du Gala Québec Cinéma. Ce prix récompense le meilleur directeur ou la meilleure directrice de la photographie qui est responsable de l'esthétique de l'éclairage d’un film.

## Palmarès

### Distribué sous le nom de prix Jutra de la meilleure direction de la photographie
- 1999 : Le Violon rouge – Alain Dostie
  - L'Âge de braise – Pierre Letarte
  - Nô – Pierre Mignot
  - Un 32 août sur terre – André Turpin

#### Années 2000
- 2000 : Souvenirs intimes – Pierre Gill
  - Babel – Éric Cayla
  - Nguol thùa – Guy Dufaux
  - Matroni et moi – André Turpin

- 2001 : Maelström – André Turpin
  - Les Fantômes des 3 Madeleine – Nathalie Moliavko-Visotzky
  - L'Art de la guerre – Pierre Gill
  - Mondes possibles – Jonathan Freeman (en)

- 2002 : Un crabe dans la tête – André Turpin
  - 15 février 1839 – Alain Dostie
  - L'Ange de goudron – Guy Dufaux
  - Du pic au cœur – Carlos Ferrand

- 2003 : Séraphin : Un homme et son péché – Jean Lépine
  - The Baroness and the Pig – Éric Cayla
  - Le Marais – Daniel Vincelette
  - La Turbulence des fluides – David Franco

- 2004 : La Grande Séduction – Allen Smith
  - Les Invasions barbares – Guy Dufaux
  - Gaz Bar Blues – Jean-Pierre St-Louis
  - Ma voisine danse le ska – Nathalie Moliavko-Visotzky

- 2005 : Le Papillon bleu – Pierre Mignot
  - Dans une galaxie près de chez vous – Serge Desrosiers
  - Elles étaient cinq – Alexis Durand-Brault
  - Nouvelle-France – Louis de Ernsted

- 2006 : C.R.A.Z.Y. – Pierre Mignot
  - Maurice Richard – Pierre Gill
  - La Neuvaine – Jean-Claude Labrecque
  - Saints-Martyrs-des-Damnés – Steve Asselin

- 2007 : Un dimanche à Kigali – Pierre Mignot
  - Cheech – Yves Bélanger
  - Guide de la petite vengeance – Allen Smith
  - Congorama – André Turpin

- 2008 : Silk – Alain Dostie
  - Nitro – Bruce Chun (en)
  - Les Trois P'tits Cochons – Bernard Couture
  - Continental, un film sans fusil – Sara Mishara

- 2009 : C'est pas moi, je le jure ! – André Turpin
  - Maman est chez le coiffeur – Daniel Jobin (en)
  - Papa à la chasse aux lagopèdes – Robert Morin
  - La Ligne brisée – Ronald Plante

#### Années 2010
- 2010 : Polytechnique – Pierre Gill
  - Cadavres – Bernard Couture
  - Je me souviens – Daniel Jobin (en)
  - La Donation – Sara Mishara
  - Grande Ourse : La Clé des possibles – Ronald Plante

- 2011 : Incendies – André Turpin
  - Tromper le silence – Claudine Sauvé (en)
  - Les Sept Jours du talion – Bernard Couture
  - Trois temps après la mort d'Anna – Michel La Veaux
  - La Cité – Nicolas Bolduc (en)

- 2012 : Café de Flore – Pierre Cottereau
  - Le Sens de l'humour – Bernard Couture
  - Coteau Rouge – Daniel Jobin (en)
  - Pour l'amour de Dieu – Michel La Veaux
  - Snow and Ashes – Jean-François Lord

- 2013 : Rebelle – Nicolas Bolduc (en)
  - Laurence Anyways – Yves Bélanger
  - Le Torrent – Mathieu Laverdière (en)
  - Tout ce que tu possèdes – Sara Mishara
  - Camion – Geneviève Perron

- 2014 : Le Démantèlement – Michel La Veaux
  - L'Autre Maison – Steve Asselin
  - Louis Cyr : L'Homme le plus fort du monde – Nicolas Bolduc (en)
  - Catimini – Nathalie Moliavko-Visotzky
  - Whitewash – André Turpin

- 2015 : Mommy – André Turpin
  - Ennemi – Nicolas Bolduc (en)
  - Henri Henri – Mathieu Laverdière (en)
  - Tu dors Nicole – Sara Mishara
  - Tom à la ferme – André Turpin

### Distribué sous le nom de Trophée de la meilleure direction de la photographie
- 2016 : Brooklyn – Yves Bélanger
  - Corbo – Steve Asselin
  - Ville-Marie – Serge Desrosiers
  - La Chanson de l'éléphant – Pierre Gill
  - La Passion d’Augustine – Daniel Jobin (en)

### Distribué sous le nom de prix Iris de la meilleure direction de la photographie
- 2017 : Juste la fin du monde – André Turpin
  - Nelly – Josée Deshaies
  - Nitro Rush – Tobie Marier Robitaille (en)
  - Un ours et deux amants – Nicolas Bolduc (en)
  - Avant les rues – Glauco Bermudez (en)

- 2018 : Hochelaga, terre des âmes – Nicolas Bolduc (en)
  - Pieds nus dans l'aube – Steve Asselin
  - La Petite Fille qui aimait trop les allumettes – Nicolas Canniccioni (en)
  - Les Rois mongols – François Dutil
  - Iqaluit – Michel La Veaux

- 2019 : La Grande Noirceur – Sara Mishara
  - 1991 – Steve Asselin
  - À tous ceux qui ne me lisent pas – Ian Lagarde (en)
  - La Bolduc – Ronald Plante
  - Répertoire des villes disparues – François Messier-Rheault (en)

#### Années 2020
- 2020 : 14 jours, 12 nuits – Yves Bélanger
  - Kuessipan – Nicolas Canniccioni (en)
  - La Femme de mon frère – Josée Deshaies
  - Il pleuvait des oiseaux – Mathieu Laverdière (en)
  - Matthias et Maxime – André Turpin

- 2021 : Souterrain – Mathieu Laverdière (en)
  - La Déesse des mouches à feu – Jonathan Decoste (en)
  - Le Club Vinland – François Gamache (en)
  - Mon année à New York – Sara Mishara
  - La Nuit des rois – Tobie Marier Robitaille (en)

- 2022 : Les Oiseaux ivres – Sara Mishara
  - Maria Chapdelaine – Michel La Veaux
  - Norbourg – Sara Mishara
  - Nulle trace (en) – Simran Dewan
  - L'Arracheuse de temps – Steve Asselin

- 2023 : Viking – Sara Mishara
  - Babysitter – Josée Deshaies
  - Falcon Lake – Kristof Brandl (en)
  - Le Plongeur – Steve Asselin
  - Les Chambres rouges – Vincent Biron (en)